# Anthony Rother
Anthony Rother (* 29. April 1972 in Frankfurt am Main) ist ein deutscher Electro-Musiker und Begründer der Plattenlabels psi49net, Stahl Industries, Datapunk und Telekraft Recordings.
Rother hat bisher unter verschiedenen Pseudonymen wie Family Lounge, Little Computer People, Lord Sheper oder Psi Performer produziert. In seinen Werken lässt sich ein starker Einfluss der Gruppe Kraftwerk und des frühen Detroit Techno erkennen. Für Aufsehen sorgte seine Neuinterpretation der Kraftwerk-Titel Trans Europa Express und Nummern / Computerwelt. Neben seinen eigenen Produktionen unter verschiedenen Pseudonymen ist Rother ebenfalls ein gefragter Remixer.

## Leben
Seine erste Band gründete Rother 1988. Durch die Bekanntschaft mit Heiko Laux hatte Rother die Möglichkeit, seine erste Platte bei dessen Label Kanzleramt Records zu veröffentlichen.
In früheren Alben setzte sich Anthony Rother oft mit technologischen Phänomenen wie Biotechnologie und Hacking auseinander. Durch die Integration vocoderisierter Texte („Biomechanik, das Leben wird kodiert, Gefühle generiert, Natur perfektioniert“; in Biomechanik) und Zitate (z. B. einen Tagesschau-Bericht über Datendiebstahl; in Protektor) zeigt sich Anthony Rother als verantwortungsbewusster, kritischer und an neuen Technologien mit positivem Blick interessierter Mensch. Denn er spricht damit Fehlentwicklungen an, trägt damit zu ihrer Vermeidung und dadurch ihrer Stabilisierung in der Entwicklung bei. 
Sein 2004 erschienenes Album Popkiller ist eine Mischung aus Synthiepop und Neoelectro und wurde von einigen Fans aufgrund der relativ belanglosen Vocoder-Texte zwiespältig aufgenommen. Trotzdem wurde es von den Lesern der Zeitschrift Groove als drittbestes Album des Jahres 2004 gewählt. In den Umfragen des Magazins wird Rother auch seit mehreren Jahren kontinuierlich als einer der besten deutschen Techno-Liveacts gewählt.
Rother wohnt derzeit in Offenbach am Main.

## Diskografie
Sein erster veröffentlichter Track heißt I want you und erschien im Jahr 1988 auf der EP Broken Hearts der Band T.F.D.-Crew.
Zu seinen weiteren Veröffentlichungen zählen die folgenden Alben:
- 1997 Sex with the Machines
- 2000 Simulationszeitalter
- 2001 Electro Pop (unter dem Pseudonym Little Computer People)
- 2001 Art Is a Division of Pain (unter dem Pseudonym PSI Performer)
- 2002 Hacker
- 2003 Elixir of Life
- 2003 Live Is Life Is Love
- 2003 Magic Diner
- 2004 Popkiller
- 2005 Art Is a Technology
- 2006 This Is Electro – Works 1997–2005
- 2006 Super Space Model
- 2007 Anthony Rother presents We Are Punks
- 2008 Anthony Rother presents We Are Punks 2
- 2008 My Name Is Beuys von Telekraft
- 2008 Anthony Rother presents We are Punks 3
- 2009 Dance
- 2010 Popkiller II
- 2011 62 Minutes On Mars
- 2011 The Machine Room
- 2011 Vom Urknall Zur Maschine
- 2014 Netzwerk Der Zukunft
- 2014 Verbalizer
- 2016 Album XDJ-MIX
- 2017 Album ADJ-MIX 2
- 2018 3L3C7RO COMMANDO
- 2018 The Making Of 3L3C7RO COMMANDO
- 2018 The Abyss
- 2019 The Night
- 2019 Closing The 3rd Eye
- 2020 Cyberspace Reality
- 2020 Metrowelt
- 2021 Weltmacht Digital